# Мерославский, Людвик
Лю́двик Меросла́вский (пол. Ludwik Mierosławski; 17 января 1814 — 22 ноября 1878, Париж) — польский революционер и военачальник, генерал.

## Биография
Родился в семье Адама Каспера Мерославского (22.12.1785 — 16.11.1837), полковника польских легионов Наполеона, адъютанта генерала Даву, который стал его крестным отцом, и француженки Камиллы Нотт де Ваплё (фр. Camilla Notte de Vaupleux) (1790 — 15.06.1830).
В 1820 году семья переехала в Царство Польское. Людвик учился в школах в Ломже и Калише. Поступил на военную службу в 5-й пехотный полк. Участвовал в восстании 1830 года. С отрядом повстанцев отступил в австрийскую Галицию, затем уехал во Францию.
Работал в различных эмигрантских организациях радикального направления. С 1834 года член организации «Молодая Польша» (Mloda Polska). C 1838 года член литературного общества (Towarzystwo Literackie) в Париже; с 1839 года в объединении польской эмиграции (Zjednoczenie Emigracji Polskiej); с 1843 года — член Польского демократического общества, входил в его руководство. Поддерживал идею вооружённого восстания в Польше.
Был назначен главнокомандующим войсками готовящегося восстания в Великопольской области, принадлежавшей Пруссии. Прибыл туда в декабре 1845 года, участвовал в секретных совещаниях. В феврале 1846 года, накануне восстания, арестован и в 1847 году приговорён судом в Берлине к смертной казни, заменённой пожизненным заключением, но уже в марте 1848 года освобождён из тюрьмы во время революции в Берлине.
28 марта прибыл в Познань, начал организацию польских отрядов из добровольцев. Прусские власти сначала вступили с ним в переговоры, но когда Мерославский потребовал для будущего польского королевства и немецкую часть Познани и начал терроризировать немецкое население, генерал Коломб быстро усмирил инсургентов и близ русской границы принудил Мерославского к капитуляции. В июне 1848 года Мерославский помилован и освобождён благодаря вмешательству французских дипломатов.
В марте — апреле 1849 года командовал неудачной кампанией против Бурбонов на Сицилии.
Затем командовал войсками повстанцев в Бадене. Был разбит прусскими войсками под командованием Морица фон Гиршфельда под Раштаттом, оставил командование и возвратился в Париж.
В 1853 году основал эмигрантскую политическую группу Польский Круг (пол. Kolo Polskie).
В 1860 году командовал интернациональным легионом в армии Гарибальди.
С октября 1861 по март 1862 года руководил польско-итальянской военной школой в Генуе.

## Участие в Восстании 1863 года
С началом польского восстания 1863 года прибыл из Парижа в Пруссию и был провозглашён диктатором восстания. 5 (17) февраля 1863 из Познани перешёл границу у Крживосондза с секретарём Куржиной и 12 офицерами-наемниками разных национальностей, к ним присоединились 100 человек молодёжи и некоторые мелкие отряды, всего собралось по разным оценкам от 250 до 500 человек.
7 (19) февраля 1863 года эта группа столкнулась на опушке Кривосондзского леса с отрядом командира Олонецкого полка полковника Шильдер-Шульднера (3,5 роты, 60 казаков и 50 человек пограничной стражи).
Шильдер-Шульднер легко рассеял эту группировку, при этом захватил лагерь, много лошадей и оружия, повозки и даже личную переписку Мерославского. Фактически полный разгром его отряда заставил Мерославского с группой из 36 человек отступить к деревне Радзеёвой и 8 (20) февраля соединиться с отрядом другого повстанческого командира Казимира Мелецкого из 400 человек в деревне Троячек.
После окончательного поражения под Новой-Весью 9 (21) февраля 1863 года Людвик Мерославский  11 (23) февраля бежал в Париж, обвинив в своих военных поражениях плохую организацию восстания в Царстве Польском. Несмотря на бегство с территории, охваченной мятежом, Мерославский не сложил с себя полномочий диктатора, и де-факто оставался руководителем восстания до 27 февраля (10 марта) 1863 года, когда под давлением белых прислал из Парижа письмо, в котором отказался от должности и неохотно рекомендовал назначить своим преемником на должность диктатора своего давнего соперника — Мариана Лангевича, к которому испытывал личную неприязнь.
После бегства Лангевича и гибели С. Бобровского, в середине апреля 1863 года, Мерославский прибыл в Галицию, где планировал сформировать повстанческий корпус численностью в 4 — 5 тысяч человек, с которым планировал вторично перейти границу с Царством Польским, начав свою вторую компанию против регулярных войск. Тем не менее, за несколько недель ему удалось собрать под своим началом лишь около 400 — 500 человек с 2 пушками, кроме того, австрийские власти, узнав о приезде и планах Мерославского, вскоре решились разоружить собранный им отряд. Однако Мерославский, несмотря на полную неготовность подразделения к ведению боевых действий, решился в спешке переправить его на территорию Царства Польского, разделив на несколько групп. По плану сам он должен был дособирать силы и перейти границу позже. 
В ночь с 3 на 4 мая 1863 года разделенный корпус в нескольких местах попытался перейти австро-российскую границу. В результате две группы были обнаружены и разоружены австрийцами, третья же, численностью в 153 человека с 2 пушками, под командованием капитана Стефана Мальчевского сумела перейти границу, продержалась менее суток и уже вечером 4 мая 1863 года была наголову разбита под Иголомью отрядом русской пограничной стражи. После этих событий Мерославский отказался от какого бы то ни было дальнейшего участия в восстании, и окончательно убыл в Париж.

## После восстания
В 1865 году с группой сторонников возродил Польское демократическое общество, отдельное от существовавшего параллельно «Союза польской эмиграции» во главе с Ярославом Домбровским. В тот же период популярность Мерославского среди польской эмиграции пошла на спад.
В 1870 году в результате своих интриг и конфликтов с соратниками был снят голосованием с поста председателя и исключён из общества, а само общество объединилось с «Союзом польской эмиграции», переименованным к тому моменту в «Объединение польской демократии». 
Умер в Париже 22 ноября 1878 года в нищете и полном политическом забвении.
Женат никогда не был, детей не имел.

## Труды
- Histoire de la revolution de Pologne, (1836—1838);
- Powstanie narodu polskiego w roku 1830 i 1831 roku (1845)
- Powstanie 1830 (1845-87)
- Rozbiór krytyczny kampanii poznańskiej w roku 1848 (1852)
- Pamiętnik Mierosławskiego. 1861—1863 (1924)